# Rivalidade Legalista
As Rivalidade Legalistas referem-se a qualquer uma das rixas esporádicas que eclodiram quase rotineiramente entre os vários grupos paramilitares leais da Irlanda do Norte durante e após o conflito étnico-político conhecido como The Troubles, iniciado em 1969. As rivalidades frequentemente envolveram problemas entre e dentro da Associação de Defesa do Ulster (UDA) e da Força Voluntária do Ulster (UVF), bem como, mais tarde, da Força Voluntária Legalista (LVF).

## Rivalidade UDA-UVF
Embora a UDA e a UVF tenham frequentemente cooperado e geralmente coexistido, os dois grupos entraram em conflito. Duas rixas específicas se destacaram por sua natureza sangrenta.

### 1974–1975
Uma rivalidade eclodiu no inverno de 1974-75 entre a UDA e a UVF, as duas principais organizações paramilitares leais na Irlanda do Norte.  A desavença originou-se de um incidente na greve do Conselho de Trabalhadores do Ulster em maio de 1974, quando os dois grupos cooperavam em apoio ao Conselho de Trabalhadores do Ulster. O apoio que os membros da UDA e da UVF estavam a dar envolvia o encerramento dos seus próprios clubes sociais e pubs devido a queixas de esposas leais aos homens em greve. A razão para isso foi que os homens não trabalhavam e os fundos eram escassos, as esposas viam o pouco dinheiro que tinham sendo gasto em bares e clubes sociais controlados pela UDA/UVF; portanto, as esposas pressionaram os líderes de ambos os grupos para que os encerrassem durante a greve e, após consulta, concordaram. Todos fecharam, exceto um único pub afiliado ao UVF na Shankill Road. Em uma noite de novembro de 1974, um homem do UVF chamado Joe Shaw visitou o pub para tomar uma bebida. Enquanto estava lá, ele foi "provocado pelos frequentadores por ter permitido o fechamento de seu local".  Alguns litros depois, Shaw e alguns amigos voltaram ao local, na North Queen St., e abriram. Os homens da UDA que patrulhavam a área viram as luzes do pub acesas e ordenaram que Shaw e seus amigos fechassem o lugar e voltassem para casa. Shaw recusou e os homens da UDA foram embora, mas voltaram pouco depois com uma espingarda, determinados a fechar o pub. Na briga que se desenvolveu, Shaw foi mortalmente ferido.  Uma declaração conjunta descreveu-o como um acidente trágico, embora um inquérito subsequente da UVF tenha colocado a culpa em Stephen Goatley e John Fulton, ambos homens da UDA.  Com o crescimento do antagonismo, outro homem foi morto em uma briga de bêbados em 21 de fevereiro de 1975, desta vez Robert Thompson, da UDA. Isto foi seguido por outra briga em um pub no norte de Belfast em março e desta vez os membros do UVF retornaram armados e atiraram e mataram Goatley e Fulton, que estiveram envolvidos na briga anterior. 
No mês seguinte, o coronel da UDA Hugh McVeigh e seu assessor David Douglas foram os próximos a morrer, sequestrados pela UVF na Shankill Road e levados para Carrickfergus onde foram espancados antes de serem mortos perto de Islandmagee.  A UDA inicialmente acreditou que o IRA era o responsável e pretendia sequestrar vinte católicos em retaliação. A liderança da UDA foi persuadida a cancelar o seu plano por um clérigo protestante, que os convenceu de que o IRA não estava envolvido. Depois que o líder do Partido Social-Democrata e Trabalhista (SDLP), John Hume, revelou que havia sido informado dos ataques abortados, o presidente da UDA, Andy Tyrie, admitiu que essa era a intenção da UDA, mas negou que o grupo tivesse planejado atirar em um refém por dia até que os dois homens desaparecidos da UDA foram lançados. 
A UDA retaliou no leste de Belfast tentando matar o líder do UVF Ken Gibson, que por sua vez ordenou que a sede da UDA no leste da cidade fosse explodida, embora o ataque também tenha falhado.  A rivalidade durou vários meses em 1976, com várias pessoas, a maioria membros da UDA, sendo mortas antes que os dois grupos chegassem a uma trégua desconfortável. 

### 2000
Embora as duas organizações tivessem trabalhado juntas sob a égide do Comando Militar Legalista Combinado, o corpo desmoronou em 1997 e as tensões aumentaram entre o brigadeiro da UDA de West Belfast  Johnny Adair, que estava cansado do processo de paz da Irlanda do Norte e do Acordo da Sexta-feira Santa e a liderança do UVF. A essa altura, Adair já havia estabelecido laços estreitos com a dissidente LVF, um grupo dissidente ao qual a UVF se opunha veementemente.  Em meio a uma atmosfera de tensão crescente na área, Adair decidiu sediar um "Dia da Cultura Legalista" em Shankill no sábado, 19 de agosto de 2000, que viu milhares de membros da UDA de toda a Irlanda do Norte descerem em seu reduto em Lower Shankill, onde uma série dos murais recém-encomendados foram oficialmente revelados em um dia que também contou com um enorme desfile da UDA/UFF e uma demonstração de força armada da UDA/UFF. A liderança da UVF buscou e recebeu garantias de que nenhuma insígnia da LVF seria exibida em Shankill no dia da procissão. No entanto, e sem o conhecimento da UDA além de sua "Companhia C", Adair teve uma bandeira da LVF entregue em Lower Shankill na manhã das comemorações. Ele planejou desenrolá-lo enquanto a procissão passasse pelo Rex Bar, um reduto do UVF, a fim de antagonizar o UVF e tentar arrastá-lo para o conflito com o máximo possível da UDA. Adair esperou até que a maior parte do desfile de homens da UDA chegasse ao coração de Shankill antes de iniciar o gesto provocativo. A violência eclodiu entre os homens da UVF que estavam do lado de fora do Rex observando a procissão e o grupo envolvido no desenrolar da controversa bandeira, que havia sido discretamente escondida perto do final do desfile. Antes disso, a atmosfera no Rex era jovial, com os espectadores do UVF até cantando músicas da UDA junto com as músicas das bandas de flautas alinhadas pela UDA que acompanharam os aproximadamente dez mil homens da UDA em seu desfile pela Shankill Road. Mas seguiram-se combates violentos, com uma multidão de cerca de trezentos homens da Companhia C (o nome dado à unidade Lower Shankill da Brigada Oeste de Belfast da UDA, que continha os homens mais leais de Adair) atacando os clientes do Rex, inicialmente com armas de mão, como como morcegos e barras de ferro, antes de dispararem contra o bar enquanto seus clientes se barricavam lá dentro. Também foi atingida a sede do Partido Unionista Progressista (PUP), que ficava em frente ao pub. A Companhia C então causou tumulto em Lower Shankill, atacando as casas de membros conhecidos do UVF e suas famílias, incluindo a casa do veterano líder do UVF, Gusty Spence, e despejando os habitantes sob a mira de uma arma enquanto eles destruíam, roubavam propriedades e incendiavam casas. . No final do dia, quase todos aqueles com associações UVF foram expulsos de Lower Shankill.  Mais tarde naquela noite, homens armados da Companhia C atiraram novamente no Rex, desta vez de um carro que passava. Embora a maioria dos convidados da UDA no carnaval de Adair tivessem voltado para casa quando ficou claro que ele a estava usando para arquitetar um conflito violento com o UVF, as festividades continuaram até tarde da noite em Lower Shankill, onde Adair organizou uma rave ao ar livre. festa e queima de fogos de artifício.
O UVF revidou na manhã de segunda-feira, matando a tiros dois associados de Adair, Jackie Coulter e Bobby Mahood, enquanto eles estavam sentados em um Range Rover na Crumlin Road. O UVF também disparou contra a sede do Partido Democrata do Ulster, em Middle Shankill. Uma hora depois, a unidade de Adair incendiou os escritórios do PUP perto da Agnes Street, a fronteira de fato entre Middle e Upper Shankill, dominada pelo UVF, e Lower Shankill, dominada pela UDA. O UVF respondeu explodindo a sede do UDP em Middle Shankill. Adair foi devolvido à prisão pelo Secretário de Estado em 14 de setembro, embora a rivalidade continuasse com mais quatro mortos antes do final do ano.  A violência também se espalhou pelo norte de Belfast, onde membros da unidade Mount Vernon da UVF atiraram e mataram um membro da UDA, David Greer, na área de Tiger's Bay, provocando uma série de assassinatos naquela parte da cidade. Em outro incidente, a cidade de Coleraine, no condado de Londonderry, viu tumulto na forma de uma tentativa de expulsão de membros da UVF por membros da UDA, que foi resistida com sucesso pela UVF.  Mas, à parte estas excepções, a tentativa de Adair de desencadear uma guerra em grande escala entre as duas organizações falhou, pois tanto a liderança da UVF como da UDA agiram decisivamente para conter o problema na área de Shankill, onde centenas de famílias tinham sido deslocadas, e concentraram-se em lidar com sua fonte, bem como sua contenção. Para indignação de Adair, até mesmo as Companhias "A" e "B" de sua Brigada de West Belfast da UDA recusaram-se a se envolver na guerra da Companhia C com o UVF. Eventualmente, um cessar-fogo foi acordado com relutância pela maioria dos envolvidos na rivalidade, depois de novos procedimentos terem sido estabelecidos com o objetivo de evitar a escalada de quaisquer problemas futuros entre as duas organizações, e depois de terem sido considerados os conselhos de Gary McMichael e David Ervine, os então líderes das duas alas políticas do lealismo. 

## Rivalidade UVF-LVF
A LVF foi fundada por Billy Wright quando ele, junto com a unidade Portadown da Brigada UVF Mid-Ulster, foi demitido pela liderança da UVF em 2 de agosto de 1996 por quebrar o cessar-fogo  Esta origem ressaltou batalhas frequentes entre os dois movimentos . A situação chegou ao auge quando a unidade de Wright matou um motorista de táxi católico durante o impasse de Drumcree. Embora Wright tenha sido expulso da UVF, ameaçado de execução e com ordem de deixar a Irlanda do Norte, o que ele desafiou, a rivalidade foi em grande parte contida durante a sua vida e as duas grandes erupções ocorreram após a sua morte.

### 1999–2001
As tensões latentes explodiram em um incidente de dezembro de 1999 envolvendo membros da LVF e o brigadeiro do UVF Mid-Ulster, Richard Jameson, e seus homens no clube social Portadown Football Club, no qual os torcedores da LVF foram severamente espancados. Os membros da LVF juraram vingança e, em 10 de janeiro de 2000, mataram Jameson a tiros nos arredores de Portadown.  A UVF retaliou assassinando dois adolescentes protestantes em Tandragee, ambos suspeitos de serem membros da LVF e de envolvimento na morte de Jameson. Acontece que as vítimas, Andrew Robb e David McIlwaine, não faziam parte de nenhuma organização paramilitar leal. Johnny Adair, da UDA, apoiou a LVF e usou a rivalidade para atiçar os problemas que eventualmente surgiram em sua rivalidade com a UVF no final daquele ano.  Enquanto isso, o UVF tentou matar o assassino responsável pela morte de Jameson, sem sucesso, antes que o LVF atacasse novamente em 26 de maio, matando o homem do PUP Martin Taylor em Ballysillan.  A LVF então se uniu à Companhia C de Johnny Adair por um tempo, enquanto sua rivalidade com a UVF se tornava o centro das atenções.
No entanto, a UVF achou por bem continuar a batalha em 2001, usando seu grupo satélite, o Comando da Mão Vermelha para matar duas das principais figuras da LVF, Adrian Porter e Stephen Warnock. Adair, no entanto, convenceu a LVF de que o último assassinato foi obra de um de seus rivais na UDA, Jim Gray, que a LVF tentou assassinar sem sucesso. 

### 2005
Em julho de 2005, a rivalidade chegou ao fim quando o UVF fez um movimento final contra a sua organização rival. A atividade resultante levou à morte de pelo menos quatro pessoas, todas associadas à LVF. Como resultado destes ataques, em 30 de Outubro de 2005, a LVF anunciou que as suas unidades tinham sido ordenadas a cessar a sua actividade e que estava a ser dissolvida.  Em Fevereiro de 2006, a Comissão Independente de Monitorização informou que esta rivalidade tinha chegado ao fim.

## Rivalidades internas da UDA
A UDA, o maior dos grupos paramilitares leais, assistiu a uma série de lutas internas na sua história.

### 1972–1974
Desde o seu início, a UDA foi assolada por problemas internos e em 1972, o primeiro ano completo de existência do movimento, três membros, Ingram Beckett, John Brown e Ernest Elliott foram mortos por outros membros da UDA.  Os principais problemas estavam entre o chefe do leste de Belfast, Tommy Herron, e Charles Harding Smith, seu rival no oeste da cidade, sobre quem controlava o movimento. Embora tivessem concordado em tornar o candidato de compromisso Andy Tyrie o líder, cada homem se considerava o verdadeiro líder. Herron foi morto em setembro de 1973 em um ataque que permanece sem solução. 
No entanto, com Tyrie confirmado no controle geral da UDA, Harding Smith inicialmente permaneceu em silêncio até que, em 1974, declarou que a brigada do movimento de West Belfast estava se separando da principal UDA sob o pretexto de uma visita à Líbia organizada por Tyrie em uma tentativa fracassada de obter armas do Coronel Gadaffi. A viagem foi duramente criticada pelo establishment unionista e levantou gritos de que a UDA estava a adoptar o socialismo, e assim Harding Smith usou-a para reacender as suas tentativas de assumir o comando.  Harding Smith sobreviveu a dois tiroteios separados, mas perdeu crucialmente o apoio de outras figuras importantes da UDA de Shankill Road e finalmente deixou Belfast após ser visitado pelo brigadeiro Davy Payne do norte de Belfast, que o avisou que não sobreviveria a um terceiro ataque. 

### 1987–1989
O brigadeiro do sul de Belfast, John McMichael, foi morto pelo IRA Provisório em dezembro de 1987, mas mais tarde foi admitido que o membro da UDA, James Pratt Craig, um rival de McMichael dentro do movimento, desempenhou um papel no planejamento do assassinato.   Uma nova geração de líderes emergiu nesta altura e decidiu que os problemas enfrentados pela UDA, incluindo a falta de armas e a percepção de uma fraca liderança por parte de brigadeiros idosos, estavam a ser causados pela liderança contínua de Andy Tyrie. 
Tyrie foi forçado a renunciar em março de 1988 e os novos homens, a maioria dos quais treinados por McMichael, atacaram alguns dos veteranos que Tyrie havia protegido. Craig foi morto, Tommy Lyttle foi declarado persona non grata e vários brigadeiros foram destituídos do cargo, com nomes como Jackie McDonald, Joe English e Jim Gray tomando seus lugares. 

### 2002–2003
Uma segunda rivalidade interna surgiu em 2002, quando Johnny Adair e o ex-político John White foram expulsos da UDA. Muitos membros da Brigada Shankill Road West Belfast do 2º Batalhão, comumente conhecida como Companhia 'C', apoiaram Adair e White, enquanto o resto da organização estava envolvido em ataques a esses grupos e vice-versa. Houve quatro assassinatos; a primeira vítima foi sobrinho de um importante leal que se opõe a Adair, Jonathon Stewart, morto em uma festa em 26 de dezembro de 2002. Roy Green foi morto em retaliação. As últimas vítimas foram John "Grug" Gregg (conhecido por um atentado fracassado contra a vida de Gerry Adams) e Robert Carson, outro legalista. O tempo de Adair como líder chegou ao fim em 6 de fevereiro de 2003, quando o brigadeiro do sul de Belfast, Jackie McDonald, liderou uma força de cerca de 100 homens em Shankill para expulsar Adair, que imediatamente fugiu para a Inglaterra. O ex-aliado de Adair, Mo Courtney, que havia retornado à UDA tradicional imediatamente antes do ataque, foi nomeado o novo brigadeiro de West Belfast, encerrando a rivalidade. 
Pouco depois da remoção de Jimbo Simpson em 2003, ocorreram vários incidentes em que várias casas e uma empresa foram atacadas nas áreas de Ballysillan e Glenbryn. Entende-se que uma multidão de até 40 apoiadores de Simpson tentou destituir a liderança atual. Acredita-se que Jim "Jimbo" Simpson - apelidado de "Brigadeiro Bacardi" quando era o líder da organização no norte de Belfast - tenha fugido da Irlanda do Norte com vários apoiadores logo após o golpe fracassado. 

### 2006: Expulsão de Shoukris da UDA
Os outros cinco brigadeiros da liderança da UDA decidiram expulsar Andre Shoukri, seu irmão Ihab, e outro associado em junho de 2006. O derramamento de sangue foi evitado depois que um membro líder de uma facção dissidente deixou a NI e outros foram presos 

### 2013: rivalidade da Brigada do Norte de Belfast
Em 2013, foi relatado no Belfast Telegraph que a Brigada UDA Oeste de Belfast havia se tornado tão associada à criminalidade e extorsão que os outros três brigadeiros baseados em Belfast, Jackie McDonald (Sul de Belfast), Jimmy Birch (Leste de Belfast) e John Bunting (Norte de Belfast), já não se sentia capaz de lidar com a liderança ocidental. As tensões foram ainda agravadas por uma campanha de graffiti contra a liderança de Bunting em York Road, na qual membros expulsos da Brigada do Norte de Belfast, que estavam sob a proteção de seus homólogos no oeste, pediram a remoção de Bunting do cargo de brigadeiro.  A rivalidade foi confirmada em dezembro de 2013, quando uma declaração da UDA foi divulgada reconhecendo a existência de uma tendência dissidente dentro da Brigada do Norte de Belfast, mas confirmando o apoio à liderança de Bunting. No entanto, embora a declaração tenha sido assinada por McDonald e Birch, nenhum representante da Brigada de West Belfast adicionou a sua assinatura.  Os rebeldes do norte de Belfast posteriormente nomearam Robert Molyneaux, um assassino condenado e ex-amigo do aliado mais próximo de Bunting, John Howcroft, como sua escolha preferida para brigadeiro.  Os oponentes de Bunting criticaram sua alegada abordagem dura, especialmente em relação aos residentes de Tiger's Bay, enquanto seus apoiadores alegaram que as tentativas de Bunting de combater o comércio de drogas na área foram a verdadeira razão por trás das tentativas de removê-lo. 
À medida que a rivalidade crescia, Bunting tornou-se alvo de vários ataques. Em maio de 2014, Bunting foi atacado em Tiger's Bay por um grupo de oponentes. Durante a briga, Bunting ficou inconsciente e teve seu celular roubado. Bunting estava visitando a casa de um de seus críticos internos no momento do incidente.  Em agosto de 2014, enquanto Bunting dirigia ao longo de Duncairn Gardens, uma rua que separa Tiger's Bay da área republicana de New Lodge, seu carro foi danificado por uma bomba lançada contra ele.  Tiger's Bay emergiu como o reduto da facção anti-Bunting. 
Logo após o último ataque, o ex-brigadeiro do norte de Belfast, William Borland, que se tornou associado à ala pró-Molyneaux, foi atacado com um bloqueio de vento e baleado na perna perto de sua casa em Carr's Glen. Após o ataque, Bunting e Howcroft foram presos sob suspeita de envolvimento.  Junto com outro associado, eles foram acusados de tentativa de assassinato de Borland e Andre Shoukri e foram detidos sob custódia.  Como é padrão na UDA, enquanto estava sob custódia, Bunting teve que renunciar ao seu papel de brigadeiro, embora seu substituto, um amigo próximo do McDonald's de Taughmonagh, no sul de Belfast, identificado apenas como o "Brigadeiro do Burger King" devido ao seu peso, tenha sido relatado como meramente uma figura de proa sem poder real.  Relatórios subsequentes indicaram que este brigadeiro durou apenas duas semanas antes de McDonald o substituir por um ex-membro não identificado da Força Voluntária Legalista. 
Em setembro de 2014, foi noticiado no Belfast Telegraph que os líderes da UDA no Norte, Leste e Sul de Belfast, bem como o chefe da Brigada Londonderry e North Antrim se reuniram para discutir a rivalidade, bem como o cisma com o Ocidente Brigada de Belfast. De acordo com o relatório, eles concordaram que os membros da Brigada de West Belfast leais à UDA deveriam estabelecer uma nova estrutura de comando para a brigada, que então assumiria a liderança na expulsão de Mo Courtney, Jim Spence e Eric McKee de suas posições de liderança existentes. Também foi declarado que os líderes separatistas de West Belfast recrutaram Jimbo Simpson, um ex-brigadeiro do Norte de Belfast expulso da Irlanda do Norte mais de uma década antes, e estavam tentando restaurá-lo ao seu antigo cargo.  Isso se seguiu à rejeição de propostas anteriores ao brigadeiro Matt Kincaid de West Belfast, que optou por apoiar Spence e Courtney. 
As acusações contra Bunting foram retiradas em 2015, depois que várias testemunhas retiraram suas declarações, embora Bunting não tenha retornado como brigadeiro, tendo seu lugar sido ocupado por "Big" Bill Hill, um dissidente que se destacou nos protestos contra a bandeira da Prefeitura de Belfast.  No entanto, esta nova liderança também iniciou uma rivalidade com o grupo Força Voluntária do Ulster (UVF) em Mount Vernon, um movimento que não foi endossado pelos seus anteriores aliados em West Belfast.  Em agosto de 2016, foi relatado que o novo líder teria fugido para a Escócia devido à ameaça do UVF de Mount Vernon.  John Boreland foi morto a tiros logo depois disso. 
Em outubro de 2016, foi relatado que o brigadeiro do sul de Belfast, Jackie McDonald, havia instalado Sam "Bib" Blair, um veterano baseado em White City que havia levado uma joelhada por apoiadores dos Shoukris em 2003 após tentar tirá-los da liderança, como o novo brigadeiro. . Blair tentou reforçar sua posição recrutando ex-aliados de Bunting para seu lado, tendo sido apenas a sexta escolha para o papel, com várias figuras mais proeminentes recusando o trabalho como um "cálice envenenado".   No entanto, em junho de 2017, foi relatado que a UDA no norte de Belfast se desintegrou em três seções: os apoiadores de Blair, um grupo de dissidentes em Tiger's Bay e outro grupo no antigo reduto de Ballysillan, em Boreland. 

### 2017: rivalidade da Brigada do Sudeste Antrim
Em 13 de março de 2017, George Gilmore, ex-comandante da brigada, foi assassinado por defender amigos e familiares que estavam sendo intimidados pela liderança em Carrickfergus.   Gilmore morreu no dia seguinte, com o incidente descrito como parte de uma rivalidade em curso na cidade.  Dois homens foram posteriormente acusados do assassinato.  Gilmore foi alvo de um ataque de besta malsucedido em agosto anterior.  O brigadeiro do sudeste de Antrim, que não foi citado nos relatórios, afirmou que todos os membros da brigada que comparecessem ao funeral de Gilmore seriam expulsos. 
Em 29 de maio de 2017, a South East Antrim UDA assassinou um ex-membro e amigo de George Gilmore. Colin Horner foi morto a tiros na frente de seu filho de três anos em um movimentado shopping center.  A polícia fez várias prisões. 

## Rivalidades internas da UVF
A rivalidade entre a UVF e a LVF começou como uma rivalidade interna, mas mudou rapidamente quando Billy Wright estabeleceu a LVF como uma organização separada. Além disso, o UVF evitou em grande parte conflitos internos violentos, com apenas dois assassinatos que podem ser descritos como parte de uma rivalidade interna ocorrida na Shankill Road, em Belfast, no final de novembro de 1975, com Archibald Waller e Noel Shaw sendo os dois homens mortos.  Vários meses antes dessas mortes, o Brigadeiro Billy Hanna do Mid-Ulster foi morto a tiros fora de sua casa em Lurgan em 27 de julho de 1975, supostamente por seu sucessor, Robin Jackson.  Este assassinato, no entanto, não fez parte de uma rivalidade, mas sim como uma forma de disciplina interna dentro da Brigada Mid-Ulster.